# خانه فروزی
خانه فروزی مربوط به دوره پهلوی است و در کرمان، خیابان زریسف، جنب خانه سروشیان واقع شده و این اثر در تاریخ ۲۸ فروردین ۱۳۸۰ با شمارهٔ ثبت ۳۷۱۸ به‌عنوان یکی از آثار ملی ایران به ثبت رسیده است.